# Công quốc Lothringen
Công quốc Lorraine (tiếng Pháp: Lorraine [lɔʁɛn] ⓘ; tiếng Đức: Lothringen [ˈloːtʁɪŋən] ⓘ) ban đầu có tên là Thượng Lorraine, là một Công quốc thuộc Đế quốc La Mã Thần thánh, lãnh thổ của nó hiện nay nằm trong Vùng Lorraine, Đông Bắc nước Pháp.
Công quốc này được thành lập vào năm 959 sau khi Lotharingia chia thành hai công quốc riêng biệt: Thượng và Hạ Lorraine, phần cực Tây của Đế chế La Mã Thần thánh. Công quốc Hạ Lorraine nhanh chóng bị phá bỏ, trong khi Thượng Lorraine được biết đến với cái tên đơn giản là Công quốc Lorraine. Công quốc Lorraine được các Công tước xứ Bourgogne và các vị Vua của Pháp thèm muốn và chiếm đóng trong một thời gian ngắn.
Năm 1737, công quốc Lorraine được trao cho cha vợ của vua Pháp Louis XV là Stanisław Leszczyński, cựu quốc vương của Ba Lan, người đã mất ngai vàng trong Chiến tranh Kế vị Ba Lan, và điều này đồng nghĩa rằng, Công quốc Lorraine sẽ rơi vào tay của Vương quốc Pháp sau khi cựu vương Ba Lan qua đời. Stanisław mất vào ngày 23/02/1766, Lorraine bị Pháp sáp nhập và được tổ chức lại thành một tỉnh. Trên thực tế đây là một thương vụ trao đổi lãnh thổ được dàn xếp giữa Nhà Bourbon của Pháp, Tây Ban Nha và Nhà Habsburg của Đại công quốc Áo. Công tước của Lorraine lúc đó là Francis Stephen đã được đính ước với Nữ Đại công tước Áo Maria Theresia, người trong tương lai sẽ kế thừa Quân chủ Habsburg, tuy Hoàng tộc Lorraine không muốn trao đổi lãnh thổ của tổ tiên để lấy Đại công quốc Toscana, nhưng trước sức ép của Hoàng đế La Mã Thần thánh là Karl VI, Công tước Francis đã đồng ý, để cuộc hôn nhân giữa ông và con gái hoàng đế không bị đe doạ.
Những hậu duệ của Francis Stephen và Nữ Đại công tước Áo Maria Theresia được mang họ kép là Habsburg-Lorraine, họ đã thừa kế Đế chế của Nhà Habsburg rộng lớn ở Trung Âu và Đại công quốc Toscana ở Bán đảo Ý. Sau khi Đế chế La Mã Thần thánh tan rã vào năm 1806, các hậu duệ này đã thành lập ra Đế quốc Áo và sau là Áo-Hung. Năm 1919, sau thất bại trong Thế chiến thứ nhất, gia tộc Habsburg-Lorraine của Đế quốc Áo-Hung và Hohenzollern của Đế quốc Đức chính thức mất ngai vàng ở châu Âu.

## Lịch sử

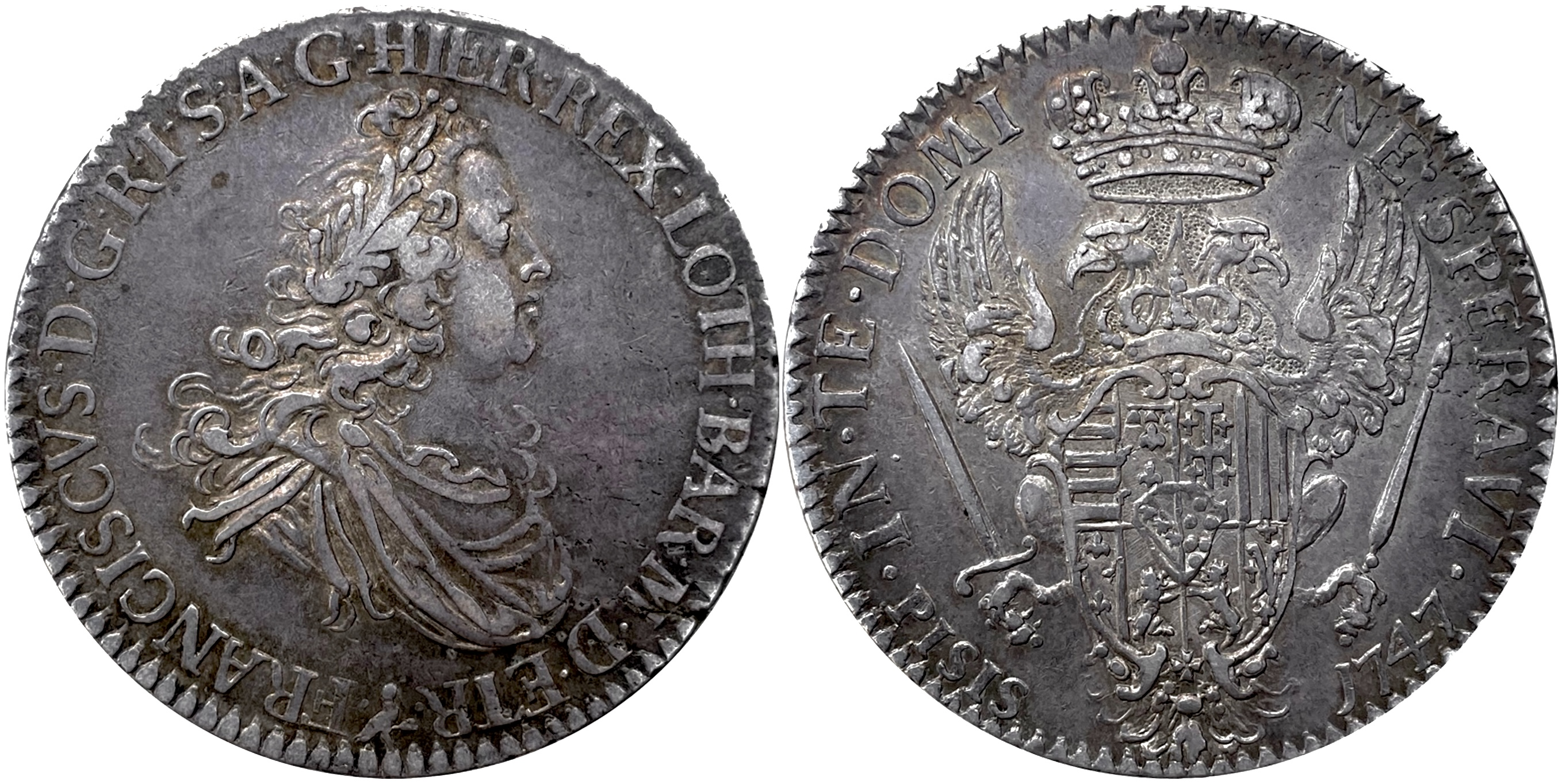
Chân dung Công tước cuối cùng của Lorraine Francis Stephen trên xu bạc 10 paoli khi ông kế thừa Đại công quốc Toscana với tước hiệu Francesco III

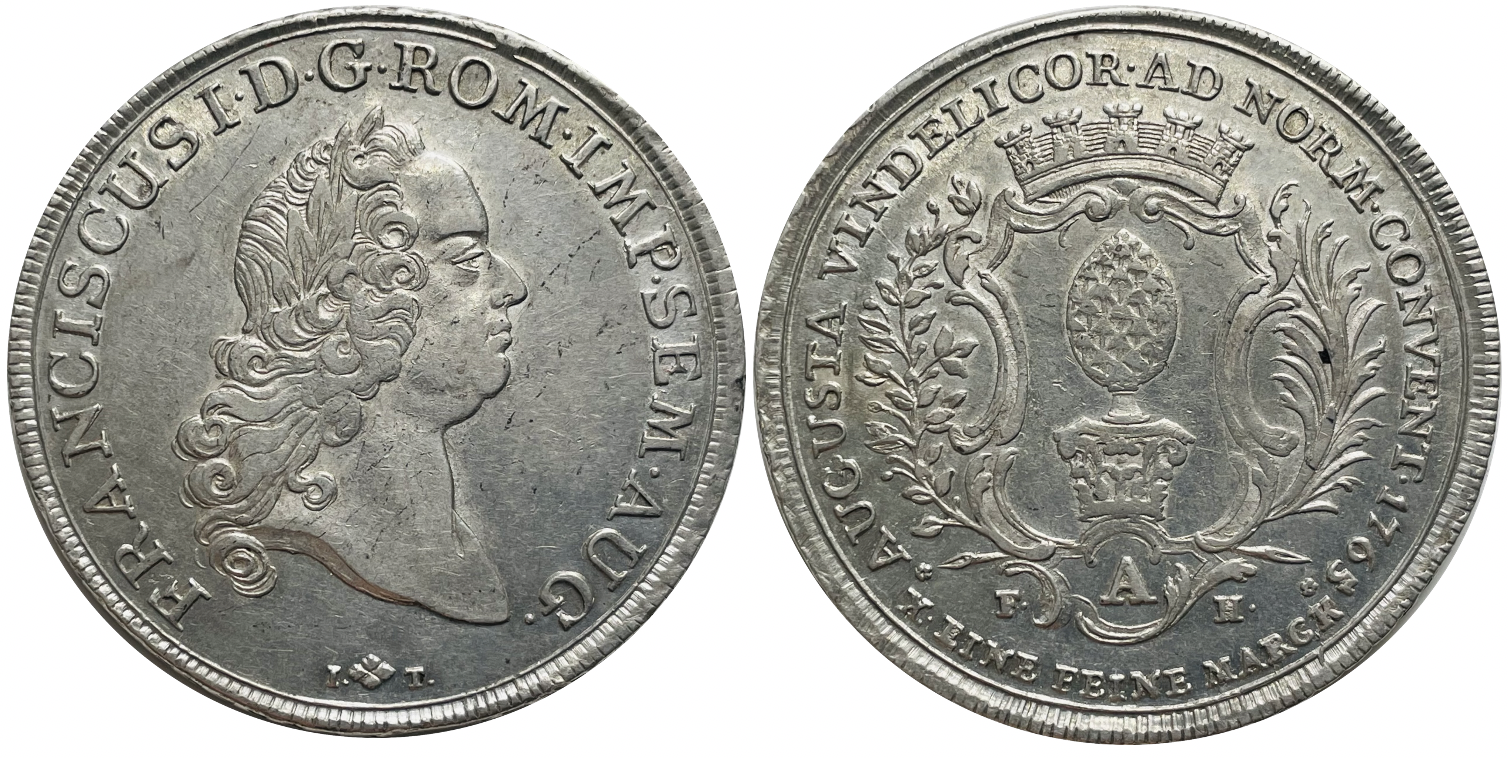
Chân dung Công tước cuối cùng của Lorraine Francis Stephen trong vị trí Hoàng đế La Mã Thần thánh, trên xu bạc 1 thaler của Thành bang đế chế tự do Augsburg, với tước hiệu Francis I

### Lotharingia
Tiền thân của Lorraine là Lotharingia, một vương quốc của Đế quốc Carolus độc lập dưới sự cai trị của Vua Lothair II (855–869). Lãnh thổ của nó ban đầu là một phần của Trung Francia, được tạo ra vào năm 843 bởi Hiệp ước Verdun, khi Đế quốc Carolus bị phân chia cho ba người con trai của Louis Mộ đạo. Trung Francia được giao cho Hoàng đế Lothair I, do đó được gọi là Lotharii Regnum. Khi ông qua đời vào năm 855, nó được chia thành ba phần, trong đó con trai của ông là Lothair II lấy phần phía Bắc. Vương quốc của ông sau đó bao gồm một lãnh thổ rộng lớn hơn trải dài từ Bá quốc Burgundy ở phía Nam đến Biển Bắc. Trong tiếng Pháp, khu vực này được gọi là Lorraine, trong khi trong tiếng Đức, nó cuối cùng được gọi là Lothringen. Trong ngôn ngữ Alemannic từng được nói ở Lorraine, hậu tố -ingen biểu thị một tài sản; do đó, theo nghĩa bóng, "Lotharingen" có thể được dịch là "Đất thuộc về Lothair", hoặc đơn giản hơn là * Vương quốc Lothair*.
Vì Lothair II chết mà không có người thừa kế, lãnh thổ của ông bị phân chia theo Hiệp ước Meerssen năm 870 giữa Đông và Tây Francia và cuối cùng nằm dưới quyền thống trị của Đông Francia bởi Hiệp ước Ribemont năm 880. Sau khi gia tộc cầm quyền Đông Francia tuyệt tự với cái chết của Louis trẻ tuổi vào năm 911, Lotharingia một lần nữa trở về với Tây Francia, nhưng bị vua Đức là Heinrich Người săn chim chinh phục vào năm 925. Bị mắc kẹt trong cuộc xung đột với đối thủ của mình là Hugh Đại đế, năm 942 Vua Louis IV của Pháp từ bỏ mọi yêu sách đối với Lotharingia.

### Công quốc Thượng Lorraine
Năm 953, vua Đức Otto I đã bổ nhiệm em trai mình là Bruno Vĩ đại làm Công tước Lotharingia. Năm 959, Bruno chia công quốc thành Thượng và Hạ Lorraine; Sự phân chia này trở thành vĩnh viễn sau cái chết của ông vào năm 965. Công quốc Thượng Lorraine tiếp tục "nâng cấp" hệ thống sông, tức là nó nằm sâu trong đất liền và ở phía nam. Thượng Lorraine lần đầu tiên được gọi là Công quốc của Moselle, cả trong điều lệ và các nguồn tường thuật, và công tước của nó là dux Mosellanorum. Việc sử dụng Lotharingia Superioris và Lorraine trong các tài liệu chính thức bắt đầu muộn hơn, vào khoảng thế kỷ XV. Công tước đầu tiên và là câ[s phó của Bruno là Frederick I xứ Bar, con rể của chị gái Bruno là Hedwig xứ Sachsen.
Hạ Lorraine tan rã thành một số lãnh thổ nhỏ hơn và chỉ còn lại tước hiệu "Công tước xứ Lothier" do Người cai trị Công quốc Brabant nắm giữ. Sau khi công quốc của Moselle thuộc quyền sở hữu của René xứ Anjou, tên "Công quốc Lorraine" đã được thông qua một lần nữa, chỉ được gọi là "Thượng Lorraine". Vào thời điểm đó, một số lãnh thổ đã bị chia tách, chẳng hạn như Bá quốc Luxemburg, Tuyển hầu xứ Trier, Bá quốc Bar và "Ba Giáo phận" (Giáo phận Verdun, Giáo phận Metz và Giáo phận Toul).
Biên giới giữa Đế chế La Mã Thần thánh và Vương quốc Pháp vẫn tương đối ổn định trong suốt thời Trung cổ. Năm 1301, Bá tước Henry III xứ Bar phải công nhận phần đất phía tây của vùng đất của mình (Barrois mouvant) làm thái ấp cho Vua Philip IV của Pháp. Năm 1475, công tước Charles Can đảm của xứ Burgundy tấn công Công quốc Lorraine, nhưng cuối cùng bị đánh bại và bị giết trong trận Nancy năm 1477. Trong Hiệp ước Chambord năm 1552, một số Thân vương Đế quốc theo đạo Tin lành nổi dậy xung quanh Tuyển đế hầu Maurice xứ Sachsen đã lần lượt nhường Ba Giáo phận cho Vua Henry II của Pháp để được ông ủng hộ.
Do sự suy yếu của quyền lực Đế chế La Mã Thần thánh trong Chiến tranh Ba mươi năm 1618–1648, Pháp đã có thể chiếm công quốc vào năm 1634 và giữ nó cho đến năm 1661 khi Karl IV, Công tước xứ Lorraine được phục vị. Năm 1670, quân Pháp lại xâm lược, buộc Karl phải lưu vong; cháu trai của ông Karl V (1643–1690) trở thành người thừa kế, đã dành cả cuộc đời của mình để phục vụ Vương quyền cuả Nhà Habsburg. Pháp trao trả Công quốc trong Hòa ước Ryswick năm 1697 kết thúc Chiến tranh Chín năm và con trai của Karl là Leopold (1679–1729), trở thành công tước và được gọi là Leopold Người tốt ; Trong Chiến tranh Kế vị Tây Ban Nha 1701–1714, các phần của Lorraine, bao gồm cả thủ đô Nancy, lại bị Pháp chiếm đóng, nhưng Leopold tiếp tục trị vì tại Château de Lunéville.
Năm 1737, sau Chiến tranh Kế vị Ba Lan, một thỏa thuận giữa Nhà Bourbon của Pháp, Nhà Habsburg của Thánh chế La Mã và Nhà Lorraine diễn ra tại Vaudémont đã giao Công quốc cho Stanisław Leszczyński, cựu vương của Ba Lan. Ông cũng là cha vợ của Vua Louis XV của Pháp, người đã thất bại trước một ứng cử viên do Nga và Áo hậu thuẫn trong Chiến tranh Kế vị Ba Lan. Công tước Francis Stephen của Lorraine, đã hứa hôn với con gái của Hoàng đế Karl V là Maria Theresa, đã được đền bù bằng Đại công quốc Toscana, sau khi người cai trị cuối cùng của Nhà Medici qua đời mà không để lại người thừa kế. Pháp cũng hứa sẽ ủng hộ Maria Theresa lên ngôi thừa kế Quân chủ Habsburg theo Chế tài thực dụng năm 1713. Leszczyński đã tiếp nhận Lorraine và chắc chắn rằng lãnh thổ này sẽ rơi vào tay của Vương quyền Pháp khi ông qua đời, vì ông không có con trai, mà vua của Pháp lại là con rể của ông, nên quyền thừa kế sẽ thuộc về hoàng tộc Pháp. Tước hiệu Công tước xứ Lorraine tất nhiên đã được trao cho Stanisław, nhưng cũng được Francis Stephen sư dụng, và nó nổi bật trong hệ thống các tước hiệu của những người kế vị ông (với tư cách là một gia tộc không tuyên bố), Nhà Habsburg-Lorraine. Khi Stanisław qua đời vào ngày 23 tháng 2 năm 1766, Lorraine được sáp nhập bởi Pháp và được chính phủ Pháp tổ chức lại thành một tỉnh.
Sự phát triển lãnh thổ của Lorraine
- Lotharingia divided, around 1000 AD
      Alsace, ceded to Suebia (Swabia) in 925
      Upper Lorraine after 928
      Lower Lorraine after 977
- Lorraine trong giai đoạn 1618–1648
- Bản đồ của Công quốc Lorraine (1756), cho thấy các xã có phần phân tán của nó theo vùng của Pháp và Đức, về sau thuật ngữ tiếng Anh và tiếng Đức cho vùng này là Saarland.
- Bản đồ Công quốc Lorraine (1756) trong khu vực hiện đại.

Biểu tượng và Quốc huy của Lorraine
- Thánh giá Lorraine, biểu tượng của Lorraine từ thế kỷ 15
- Quốc huy của công quốc (1697)
- Quốc huy của Công quốc, Siebmachers Wappenbuch, 1703[2]